# Décret présidentiel 14149
Lire en ligne

Décret présidentiel 14149
 (en)Executive Order 14149 Texte sur Wikisource

Le décret présidentiel 14149, intitulé Rétablir la liberté d'expression et mettre fin à la censure fédérale (en anglais : Restoring Freedom of Speech and Ending Federal Censorship), est un executive order signé par le président des États-Unis Donald Trump, le 20 janvier 2025. Il part du principe que le gouvernement fédéral a enfreint les droits d'expression des citoyens américains protégés par la Constitution américaine.

## Contexte
Le décret est étroitement lié à une vidéo décrivant une « initiative de politique de liberté d'expression » publiée en 2022 lors de la campagne présidentielle de Donald Trump, dans laquelle le candidat déclare qu'il signerait un décret interdisant « à tout département fédéral [...] d'être de connivence avec une organisation, une entreprise ou une personne pour censurer, limiter, catégoriser ou entraver l'expression légale des citoyens américains ».
En juin 2024, la Cour suprême des États-Unis statue que le gouvernement fédéral est autorisé à communiquer avec les entreprises de médias sociaux au sujet des politiques de modération du contenu et de la suppression de la mésinformation sur les sites de médias sociaux (en),.
Ce décret présidentiel est signé parmi 25 autres décrets le premier jour de la seconde présidence de Donald Trump.

## Dispositions et effets
Le décret présidentiel 14149 interdit l'utilisation des ressources du contribuable pour mener à bien ce qu'il prétend être de la censure,, ce qui peut faire référence aux efforts des plateformes de médias sociaux et des chercheurs indépendants pour atténuer ou suivre la mésinformation
,,.
Le décret ordonne également au procureur général d'enquêter sur les activités du gouvernement fédéral au cours des quatre dernières années dans le contexte de la liberté d'expression et de prendre des mesures correctives, bien qu'il reste vague sur la nature de ces mesures,.

## Mise en œuvre
Deux jours après la signature du décret présidentiel, le président de la Commission fédérale des communications (FCC) rouvre une procédure précédemment rejetée de Donald Trump en tant que citoyen privé contre CBS concernant une interview de 2024 entre Kamala Harris et 60 Minutes, créant un dossier officiel sur l'enquête de CBS le 5 février 2025.

## Réactions
Le décret 14149 fait l'objet d'un examen minutieux de la part d'experts en désinformation, qui « ont prévenu que cette mesure ne ferait que favoriser la diffusion de fausses informations sur les médias sociaux ». La chercheuse et écrivaine américaine Nina Jankowicz (en), en charge de la Commission de gérance de la désinformation dans le gouvernement Bien, déclare qu'il s'agit d'une attaque contre la réalité, qui enhardit les acteurs étrangers et les profiteurs de la désinformation. 
Le décret vise à remplir une promesse faite aux partisans de Donald Trump, selon USA Today.
Le Washington Post écrit que le décret est un signal que Donald Trump veut « continuer à lutter contre la modération du contenu en ligne ». Le décret est cité comme faisant partie d'une lutte sur le pouvoir de la langue, « la nouvelle guerre des mots ».